# Omphalocèle
 Mise en garde médicale
L'omphalocèle est une absence de fermeture de la paroi abdominale antérieure du fœtus. Elle se présente comme une hernie plus ou moins large de la paroi ventrale centrée sur le cordon ombilical, où les viscères extériorisés sont recouverts par la membrane amniotique avasculaire. L'ouverture est supérieure à 2 cm, et dans les cas d'omphalocèles importants, le diamètre peut parfois dépasser 8 cm et contenir le foie et la quasi-totalité du tube digestif.
Cette malformation est isolée (50 %) ou entre dans le cadre d'une anomalie chromosomique (trisomie 18 ou T21) ou est une composante d'une maladie génétique. Elle peut aussi être associée à une malformation cardiaque (qui est létale dans 80 % des cas).
Cette malformation fait partie des anomalies de fermeture de la paroi antérieure.

## Incidence et prévalence
L'incidence est estimée 1 sur 5 000 naissances. À la différence du laparoschisis, l'âge maternel avancé est un facteur de risque.

## Causes
L'étiologie de cette maladie est encore mal comprise. 
On sait que la malformation survient en début de grossesse à un moment particulier de l'embryogenèse, ce qui laisse suspecter une cause environnementale (ex : exposition de la mère à un produit tératogène et/ou perturbateur endocrinien à ce moment). Une étude cas-témoins récemment faite en Caroline du Nord (publication 2016) a conclu à une association significative entre le fait de résider pour la mère près d'une zone agricole utilisant des pesticides et certaines malformations et cette maladie ou d'autres « en particulier, les atrésies de l'œsophage ».

## Diagnostic
Le diagnostic d'omphalocèle est fait le plus souvent lors des échographies de surveillance.
Il est important de faire la différence avec un laparoschisis. Les signes échographiques sont :
- la présence d'une membrane
- l'insertion du cordon sur la membrane
- la présence de la veine ombilicale visible dans le sac signant la présence de foie.

## Gestion de la grossesse
Indication d'une césarienne si hépatocèle, sinon, possibilité d'un accouchement par voie basse.

## L'accouchement
La voie basse est souvent envisagée mais comme il s'agit souvent d'enfants macrosomes, la césarienne est souvent de mise.

## Prise en charge du nouveau-né en salle de naissance
Les soins sont normaux. On placera une sonde gastrique (ch10) afin d'éviter une accumulation d'air dans le tube digestif ce qui augmenterait son volume, une voie d'entrée (perfusion) et on contrôlera sa glycémie.